# ENA Bugg & Swing
ENA Bugg & Swing är en svensk dansklubb från Enköping. Klubben bedriver barn-, ungdoms-, vuxen- och tävlingsverksamhet inom danssport. Klubben tillhör Stockholm-Upplands Danssportförbund, Svenska Danssportförbundet och Riksidrottsförbundet.

## Danser
Klubben bedrver verksamhet inom tävlingsdanserna Bugg, Lindy Hop, Boogie Woogie, Rock N Roll och Dubbelbugg. Utöver tävlingsdanserna har man även verksamhet för mindre barn och nybörjare. 

## Historia
ENA har genom åren fått fram flera svenska mästare, både inom vuxen-, junior- och ungdomsklasserna. Klubben har dessutom vunnit SM i BRR för klubblag vid flera tillfällen. Klubbens färger är rött och svart.

## Fotnoter
1. ↑  ”Arkiverade kopian”. Arkiverad från originalet den 19 september 2012. https://web.archive.org/web/20120919235443/http://iof1.idrottonline.se/SvenskaDanssportforbundet/OmDanssport/HittaForening/. Läst 5 augusti 2012.
2. ↑  ”Arkiverade kopian”. Arkiverad från originalet den 19 september 2012. https://web.archive.org/web/20120919235656/http://iof1.idrottonline.se/SvenskaDanssportforbundet/Tavling/Resultat/. Läst 5 augusti 2012.
3. ↑  http://www.enabugg.com